# Duin en Bosch
Duin en Bosch is een landgoed en woongebied in de gemeente Castricum, in de Nederlandse provincie Noord-Holland. Het ligt in het duingebied naast de dorpen Bakkum en Castricum.
Het landgoed wordt ook wel gezien als eigen woonplaats, meestal geduid als buurtschap. Dit stamt uit de tijd dat psychiatrisch ziekenhuis Duin en Bosch werd opgezet in het begin van de 20e eeuw. Er werd niet één gebouw neergezet, maar tientallen kleinere gebouwen werden verspreid over het landgoed. Er ontstond zo een eigen gemeenschap. In 2010 besloot de gemeente Castricum om het oostelijke deel van het landgoed te gaan herontwikkelen tot wat zij een groen woonmilieu noemt. Het plan bestaat uit verschillende secties bewoning omzoomd door veel groen. In totaal zullen daarin zo'n 230 woningen worden geplaatst. Daarmee wordt de eigen plaatsduiding wat meer benadrukt.
Het westelijke deel van Duin en Bosch blijft onderdeel van het zorgcentrum. Hier zullen diverse bestaande gebouwen gerenoveerd en een aantal nieuwe gebouwen voor het zorgcentrum gebouwd worden. In/op Duin en Bosch zijn een twintigtal rijksmonumenten die van oorsprong werden gebruikt door het zorgcentrum. Acht van deze rijksmonumenten zullen in het nieuwe plan buiten het zorgcentrum gaan vallen.

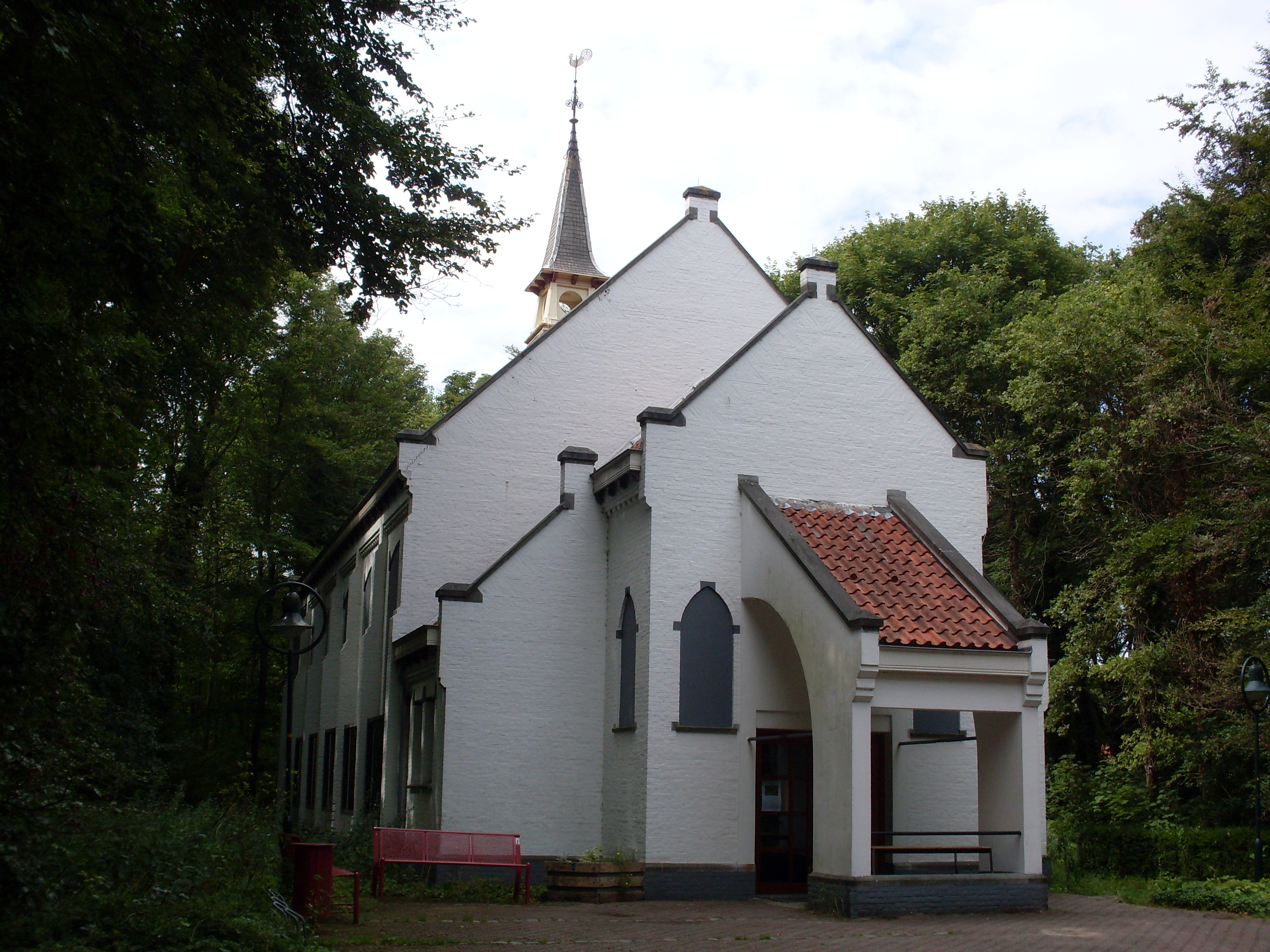
Het Witte Kerkje

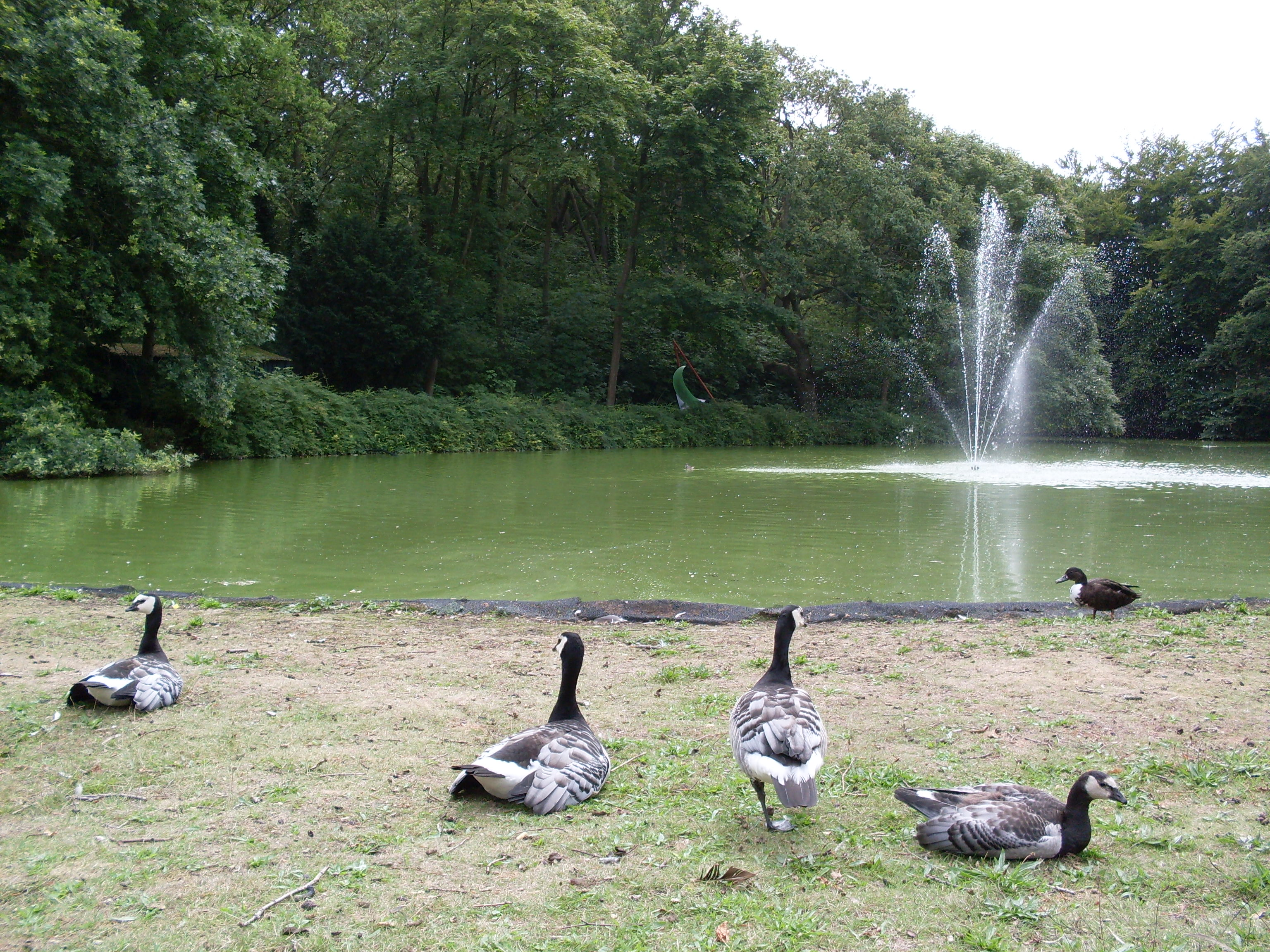
Parkaanleg in/op Duin en Bosch

In/op Duin en Bosch is een opvallende witte kerk gevestigd. Deze zaalkerk, die het Witte Kerkje wordt genoemd, is gebouwd in 1908. Verder is er ook een museum gevestigd. Dit museum behandelt de geschiedenis van het psychiatrisch ziekenhuis/zorgcentrum, dat tegenwoordig Dijk en Duin heet, en psychiatrie zelf.
Ook is er een van de oudste boerderijtjes uit de omgeving gevestigd "het oude Theehuys", dat stamt uit de 17e eeuw. In deze boerderij zit vandaag de dag een kleinschalige horecagelegenheid die mensen met een arbeidshandicap laat herintegreren in de maatschappij.
Op het landgoed staat ook een Watertoren.